# Massimiano (nome)
Massimiano  è un nome proprio di persona italiano maschile.

## Varianti
- Ipocoristici: Max

### Varianti in altre lingue
- Basco: Maximiano
- Catalano: Maximià[2]
- Croato: Maksimijan
- Esperanto: Maksimiano
- Francese: Maximien
- Inglese: Maximian
- Latino: Maximianus[1][2][3]
- Lituano: Maksimianas
- Polacco: Maksymian
- Portoghese: Maximiano[3]
- Russo: Максимиан (Maksimian)
- Serbo: Максимијан (Maksimijan)
- Spagnolo: Maximiano[3][2]
- Ucraino: Максиміан (Maksymian)

## Origine e diffusione
Deriva dal cognomen romano Maximianus, basato sul nome Maximus, e significa quindi "appartenente a Massimo", "discendente di Massimo". È analogo per formazione ai nomi Massimiliano e Massimino.

## Onomastico
Vari santi hanno portato questo nome; l'onomastico si può festeggiare in memoria di uno qualsiasi di essi, alle date seguenti:
- 8 gennaio, san Massimiano, martire con i santi Luciano e Giuliano a Beauvais[5]
- 22 febbraio, san Massimiano, vescovo di Ravenna[5]
- 9 giugno, san Massimiano, vescovo di Siracusa[5]
- 27 luglio, san Massimiano, uno dei sette dormienti di Efeso[4][6]
- 21 agosto, san Massimiano, soldato e martire sotto Flavio Claudio Giuliano[7]
- 29 agosto, san Massimiano, vescovo di Vercelli[5]
- 3 ottobre, san Massimiano, vescovo di Bagai[5]

## Persone
- Massimiano, detto "Erculeo", imperatore romano
- Massimiano, poeta romano
- Massimiano, arcivescovo italiano
- Gaio Galerio Valerio Massimiano, nome completo di Galerio, imperatore romano